# 콤로
콤로(헝가리어: Komló, 독일어: Kumlau, 크로아티아어: Komlov)는 헝가리 버러녀주의 도시로 면적은 46.55km2, 인구는 25,881명(2009년 기준), 인구 밀도는 578.02명/km2이다.
도시 이름은 헝가리어로 맥주의 원료인 "홉"을 뜻한다. 사회주의 시대에 광업 계획 도시가 건설되었다. 헝가리에서 터터바녀에 이어 2번째로 큰 광업 도시이다.

시 문장